# Stadthalle Graz
La Stadthalle Graz (nota in passato come Graz Messe Arena) è un'arena coperta situata a Graz, in Austria.

## Storia
Il concorso per la progettazione di un'arena sulla zona precedentemente occupata dalla Halle 1 della Grazer Messe si tenne tra il 1998 e il 1999 e fu vinto dall'architetto Klaus Kada.
La prima pietra fu poggiata nell'aprile 2000 e la costruzione terminò nel 2002, venendo inaugurata il 6 ottobre dello stesso anno.
Nel 2020 ha ospitato il campionato europeo maschile di pallamano.